# Карнеги, Роберт, 13-й граф Нортеск
Роберт Эндрю Карнеги, 13-й граф Нортеск (англ. Robert Andrew Carnegie, 13th Earl of Northesk; 24 июня 1926 — 26 января 1994) — британский землевладелец, фермер и потомственный пэр.

## Происхождение и образование
Родился 24 июня 1926 года. Второй сын Джона Карнеги, 12-го графа Нортеска (1895—1975), и Дороти Мэй Кэмпион. Он получил образование в Морском колледже Пэнгборна и Академии Табора, Массачусетс.
22 июля 1975 года после смерти своего отца Роберт Карнеги унаследовал титулы 13-го графа Нортеска и 13-го лорда Роузхилла и Эглисмаулди (Пэрство Шотландии).

## Биография
Роберт Карнеги служил в Королевском флоте с 1942 по 1945 год.
Он был гонщиком-любителем (выступая под псевдонимом «Робин Карнеги») и участвовал в гонках Ле-Мана и Милле Милья. В 1970-х годах он переехал на остров Мэн, где разводил крупный рогатый скот шароле и экспортировал его по всему миру.

## Брак и дети
20 июля 1949 года лорд Нортеск женился на Джин Маргарет Макрей (? — 1989), дочери капитана Джона Дункана Джорджа Макрея и леди Филлис Херви, дочери Фредерика Херви, 4-го маркиза Бристоля. У супругов было четверо детей:
- Иэн Роберт Макрей Карнеги (9 апреля 1950 — 19 ноября 1951)
- Леди Карен Джин Карнеги (род. 22 декабря 1951), она вышла замуж за Патрика Вавассера Фишера, 4-го барона Фишера.
- Леди Мэри Барбара Карнеги (род. 10 февраля 1953), она вышла замуж за Уильяма Патрика Стерлинга Дамерелла.
- Дэвид Джон Макрей Карнеги, 14-й граф Нортеск (3 ноября 1954 — 28 марта 2010), младший сын и преемник отца.

## Смерть
Лорд Нортеск скончался в 1994 году в возрасте 67 лет. Ему наследовал графский титул его младший сын Дэвид.